# Сільвано Моро
Сільвано Моро (італ. Silvano Moro, 28 грудня 1927, Сан-Джорджо-ді-Ногаро — 14 квітня 2008) — італійський футболіст, що грав на позиції захисника. По завершенні ігрової кар'єри — тренер.

## Клубна кар'єра
Народився 28 грудня 1927 року в місті Сан-Джорджо-ді-Ногаро. Вихованець футбольної школи клубу «Про Горіція» . Дорослу футбольну кар'єру розпочав 1948 року в основній команді того ж клубу, в якій провів три сезони, взявши участь у 60 матчах чемпіонату. 
Згодом з 1951 по 1955 рік грав за «Удінезе», «Мілан» та «Ланероссі».
1955 року став гравцем «Падови», за яку відіграв наступні п'ять сезонів своєї ігрової кар'єри. Більшість часу, проведеного у її складі «Падови», був основним гравцем захисту.
Протягом 1960—1962 років захищав кольори клубів «Тревізо» та «Удінезе», а завершив ігрову кар'єру у команді «К'єті», за яку виступав у 1962—1963 роках.

## Виступи за збірну
1958 року провів свою єдину офіційну гру у складі національної збірної Італії.

## Кар'єра тренера
Розпочав тренерську кар'єру невдовзі по завершенні кар'єри гравця, 1964 року, очоливши тренерський штаб нижчолігового клубу «Санджорджина».
Протягом 1968–1969 років тренував молодіжну команду «Аталанти», зокрема привів її 1969 року до першої в історії перемоги на престижному Турнірі Віареджо. Протягом частини того ж 1969 року керував й основною командою «Аталанти».
Згодом протягом 1969–1970 років очолював тренерський штаб клубу «Кремонезе», а на початку 1980-х повертався до тренерської роботи, працював з «Пальмановою».
Помер 14 квітня 2008 року на 81-му році життя.
| Дата      | Місто  | Господарі | Результат | Гості  | Турнір                             | Голи | Примітки |
| --------- | ------ | --------- | --------- | ------ | ---------------------------------- | ---- | -------- |
| 23-3-1958 | Відень | Австрія   | 3 – 2     | Італія | Кубок Центральної Європи 1955-1960 | -    |          |
| Усього    |        | Матчів    | 1         |        | Голів                              | 0    |          |